# Visconde de Santa Margarida
Visconde de Santa Margarida é um título nobiliárquico criado pelo Rei D. Carlos I de Portugal, por Decreto de 6 de Julho de 1893, em favor de António Joaquim Gomes da Fonseca (Cabezas Rubias, Huelva, Espanha, 4 de Junho de 1833 - Beja, 13 de Junho de 1904).
Titulares
1. António Joaquim Gomes da Fonseca, 1.º Visconde de Santa Margarida;
2. António Belard da Fonseca, 2.º Visconde de Santa Margarida.